# Colli di cuoio
Colli di cuoio è un film del 1989, diretto da Ignazio Dolce.

## Trama
Un'unità militare speciale, chiamata Leathernecks, si reca in un villaggio vietnamita per insegnare agli abitanti come difendersi dal nemico.